# Об'єднана методистська церква
Об'єднана методистська церква (англ. United Methodist Church; UMC або ОМЦ) — американська та всесвітня християнська протестантська церква, що бере початок від євангелізму. Найбільша за чисельністю прихожан методистська церква у світі, належать до протестантського мейнстріму США. У 2022 році в ОМЦ в Сполучених Штатах налічувалося близько 5,4 мільйонів методистів. Церква є членом Всесвітньої ради церков і Всесвітньої методистської ради.

## Історія та погляди
Виникла в 1968 році в результаті об'єднання Методистської церкви і Євангелічної об'єднаної церкви братів, є найбільшою деномінацією в рамках більш широкого методистського руху, який налічує близько 80 мільйонів чоловік по всьому світу.
Об'єднана методистська церква прагне створити учнів для Христа через проповідь Євангеліє, пошук святості (освячення), силою Святого Духа. Полум'я в церковному логотипі представляє роботу Святого Духа в світі, і дві частини полум'я також представляють попередні деномінації (Методистську церкву і Євангельських об'єднаних братів), об'єднані в основі, символізують злиття 1968 року.
Є однією з мейнстрім-прогресивних церков у США, приймаючи секулярне християнство, теїстичний еволюціонізм, історичну біблійну критику, урівняння прав жінок та прав ЛГБТ.
1 травня 2024 року Головна рада UMC 692 голосами проти 51-го скасувала мораторій на висвячення ЛГБТК+ людей на посади священнослужителів, відповідно, офіційно легалізувавши ці практики, після чого, з її складу вийшло 20 тис. парафій із більш ніж 300 тис. осіб, і кількість членів церкви стала 5,4 млн.  